# Eddy Merckx
Eddy Merckx, celým jménem Edouard Louis Joseph Merckx, (* 17. června 1945, Meensel-Kiezegem) je bývalý belgický profesionální cyklista. Je považován za jednoho z nejlepších světových cyklistů všech dob. Znám byl i pod svoji přezdívkou „Kanibal“.

## Sportovní kariéra
Jeho cyklistická kariéra se započala v roce 1961. O tři roky později se stal světovým šampiónem v amatérské kategorii. V roce 1965 přešel k profesionálům. V roce 1966 poprvé vyhrál závod Milán – San Remo. O rok později vyhrál světový šampionát v kategorii profesionálů. V roce 1968 vyhrál jako první Belgičan Giro d'Italia. Hned při svém debutu na Tour de France 1969 se mu podařilo získat celkové vítězství, jakož i vítězství v soutěži sprintérů a vrchařů. Žádný další cyklista už toto nedokázal zopakovat, jedině Laurent Jalabert dosáhl podobný úspěch v roce 1995 na Vuelta a España.
Ve výčtu jeho úspěchů by se dalo ještě dlouho pokračovat, z těch největších stojí za zmínku například to, že Tour de France vyhrál ve své kariéře celkově 5krát (na TdF doteď drží rekord v počtu dní které strávil ve žlutém dresu vedoucího závodníka – 96). Stejně tak i na Giro d'Italia vyhrál celkově 5krát. Na světovém šampionátu triumfoval ještě dvakrát a 3krát se umístil v první pětce.
O jeho nesporné převaze nad ostatními cyklisty svědčí následující čísla: v době své kariéry startoval celkem v 1582 závodech, ze kterých 445 vyhrál – tedy téměř každý třetí závod, ve kterém startoval, skončil jeho vítězstvím. V tomto směru byl pro něj obzvlášť úspěšný rok 1970, kdy startoval v 120 závodech a z nich vyhrál 54 – téměř každý druhý závod dokončil na prvním místě.
Šlo o mimořádně všestranného cyklistu, o čemž svědčí i to, že dokázal vyhrávat rovinaté etapy, při kterých se rozhodovalo v závěrečném špurtu celého pelotonu, a taktéž pro něj nebyl problém vyhrávat v etapách, které byly ukončeny náročnými stoupáními. Eddy neměl ideální cyklistickou postavu (183cm, 75kg), jeho jedinečnost spočívala v úžasné schopnosti regenerace, kterou dokumentují hodnoty tepové frekvence:
- max. pulz: 162 tepů za minutu,
- pulz v klidu: 38 tepů za minutu,
- pulz 30 sekund po maximální zátěži: 68 tepů za minutu.

Svoji všestrannost dokázal Eddy svým světovým rekordem v hodinovce (49.431 km), kterého dosáhl 25. října 1972 v Mexico City, a který vydržel až do roku 2000, kdy ho o 10 metrů překonal Christopher Boardman. V souvislosti s tepovou frekvencí je možné uvést fakt, že 5 minut po dojezdu při světovém rekordu v hodinovce mu lékaři naměřili pulz jen 44 tepů za minutu.

## Zranění
Na konci sezóny 1969 utrpěl Eddy nejvážnější zranění ve své sportovní kariéře. Stalo se to při závodech v dráhové cyklistice, tzv. Derny (cyklisté jezdí v těsném závěsu za motocyklem). Motocyklista a cyklista, kteří jeli před Merckxem, spadli, v důsledku čehož havaroval i Merckx a motocyklista, který vedl jeho. Ten byl namístě mrtev, Eddy upadl do bezvědomí. Později mu lékaři zjistili prasklý páteřní obratel a poranění pánve. Z těchto zranění se vyléčil, ale už nikdy to nebylo to co předtím. V následujících letech si často i v době jízdy upravoval sedlovku svého bicyklu, aby dosáhl optimální polohy pro páteř, ale i tak stále cítil bolest, zvláště ve stoupáních.

## Černé dny
Byl maximalista, nespokojil se s dílčím úspěchem – chtěl mít všechno a hned. Proto si vysloužil přezdívku Kanibal. Holanďan Joop Zoetemelk, vítěz Tour de France z roku 1980 o Merckxovi řekl toto: „Pro nás všechny byl Eddy prokletím… Pamatuji si na jednu etapu v Alpách, kdy jsme vydrželi v závěse při jeho pekelném tempu sotva půl hodiny. Jen potom nás požádal o vystřídání, ale nikdo z nás už na to neměl sil. Zasmál se a lehce nám ujel.“ Mezi ostatními cyklisty neměl mnoho přátel, zrovna tak se netěšil oblibě ani u fanoušků cyklistiky (samozřejmě kromě těch belgických) a ani pořadatelé ho neměli v lásce. To vyústilo do dvou tragických momentů:
V roce 1969 měl na dosah obhajobu na Giro d'Italia, ale o růžový dres vedoucího jezdce přišel po pozitivním dopingovém nálezu, jehož okolnosti nebyly dodnes celkem objasněny, a hovořilo se dokonce o sabotáži italskými pořadateli, kteří chtěli vidět na nejvyšším stupni domácího závodníka Felice Gimondiho.
V roce 1975 měl na dosah šestý titul v Tour de France a mohl tak překonat tehdejší rekord Jacquese Anquetila, ale francouzští fanouškové byli proti. Rozvášnění diváci ho v etapě na Puy de Dôme strhli z bicyklu a i tento incident se podepsal na jeho těsné prohře s domácím Bernardem Thévenetem. Poté se už nikdy nedostal do vrcholné formy a pomalu směřoval ke konci své sportovní kariéry.
Závodní kariéru ukončil v roce 1978 ve věku 33 let. Podle jeho vlastních slov by jeho tělo bylo schopno závodit dále, ale byl vyčerpán psychicky tlakem, který na něj byl vyvíjen.

## Největší úspěchy
| závod                | rok (umístění)                                                              |
| -------------------- | --------------------------------------------------------------------------- |
| Tour de France       | 1969 (1.), 1970 (1.), 1971 (1.), 1972 (1.), 1974 (1.), 1975 (2.)            |
| Giro d'Italia        | 1968 (1.), 1970 (1.), 1972 (1.), 1973 (1.), 1974 (1.)                       |
| Vuelta a España      | 1973 (1.)                                                                   |
| Mistrovství světa    | 1967 (1.), 1971 (1.), 1972 (2.), 1973 (4.), 1974 (1.), 1976 (5.)            |
| Paříž - Roubaix      | 1968 (1.), 1969 (2.), 1970 (1.), 1973 (1.), 1975 (2.)                       |
| Milán - San Remo     | 1966 (1.), 1967 (1.), 1969 (1.), 1971 (1.), 1972 (1.), 1975 (1.), 1976 (1.) |
| Kolem Flander        | 1969 (1.), 1975 (1.)                                                        |
| Giro di Lombardia    | 1971 (1.), 1972 (1.)                                                        |
| Amstel Gold Race     | 1973 (1.), 1975 (1.)                                                        |
| Gent–Wevelgem        | 1967 (1.), 1970 (1.), 1973 (1.)                                             |
| Liège-Bastogne-Liège | 1969 (1.), 1971 (1.), 1972 (1.), 1973 (1.), 1975 (1.)                       |
| La Flèche Wallonne   | 1967 (1.), 1970 (1.), 1972 (1.)                                             |